# Козацька держава (монета)
«Коза́цька держа́ва» — ювілейна монета номіналом 5 гривень, випущена Національним банком України. Присвячена титульній сторінці історії нації, що принесла українському народу славу і безсмертя, та репрезентує Українську козацьку державу (1648—1782), що постала у вогні національно-визвольної революції середини XVII сторіччя, очолюваної гетьманом Богданом Хмельницьким. Монета входить до набору з чотирьох пам'ятних монет у сувенірній упаковці: «Київська Русь», «Галицьке королівство», «Козацька держава», «25 років незалежності України», присвячених 25-річчю незалежності України, кожна з яких репрезентує певний етап державного становлення та розвитку держави впродовж тисячоліття.
Монету введено в обіг 17 серпня 2016 року. Вона належить до серії «Відродження української державності».

## Опис монети та характеристики
| Номінал грн. | Метал      | Маса, г | Діаметр, мм | Якість виготовлення       | Гурт     | Тираж, штук                                              |
| ------------ | ---------- | ------- | ----------- | ------------------------- | -------- | -------------------------------------------------------- |
| 5            | нейзильбер | 16,54   | 35,0        | спеціальний анциркулейтед | рифлений | 50 000 (весь тираж у буклетах разом з 3 іншими монетами) |

### Аверс
На аверсі монети розміщено: праворуч на матовому тлі — номінал «5»/«ГРИВЕНЬ», написи вертикально «УКРАЇНА», рік карбування монети «2016» та логотип Банкнотно-монетного двору Національного банку України; ліворуч на дзеркальному тлі зображено козака з мушкетом, який тримає щит, на щиті — малий Державний Герб України.

### Реверс
На реверсі монети зображено стилізований геральдичний символ Козацької держави — «національний герб» — козак із мушкетом, угорі півколом напис «КОЗАЦЬКА ДЕРЖАВА».

## Автори

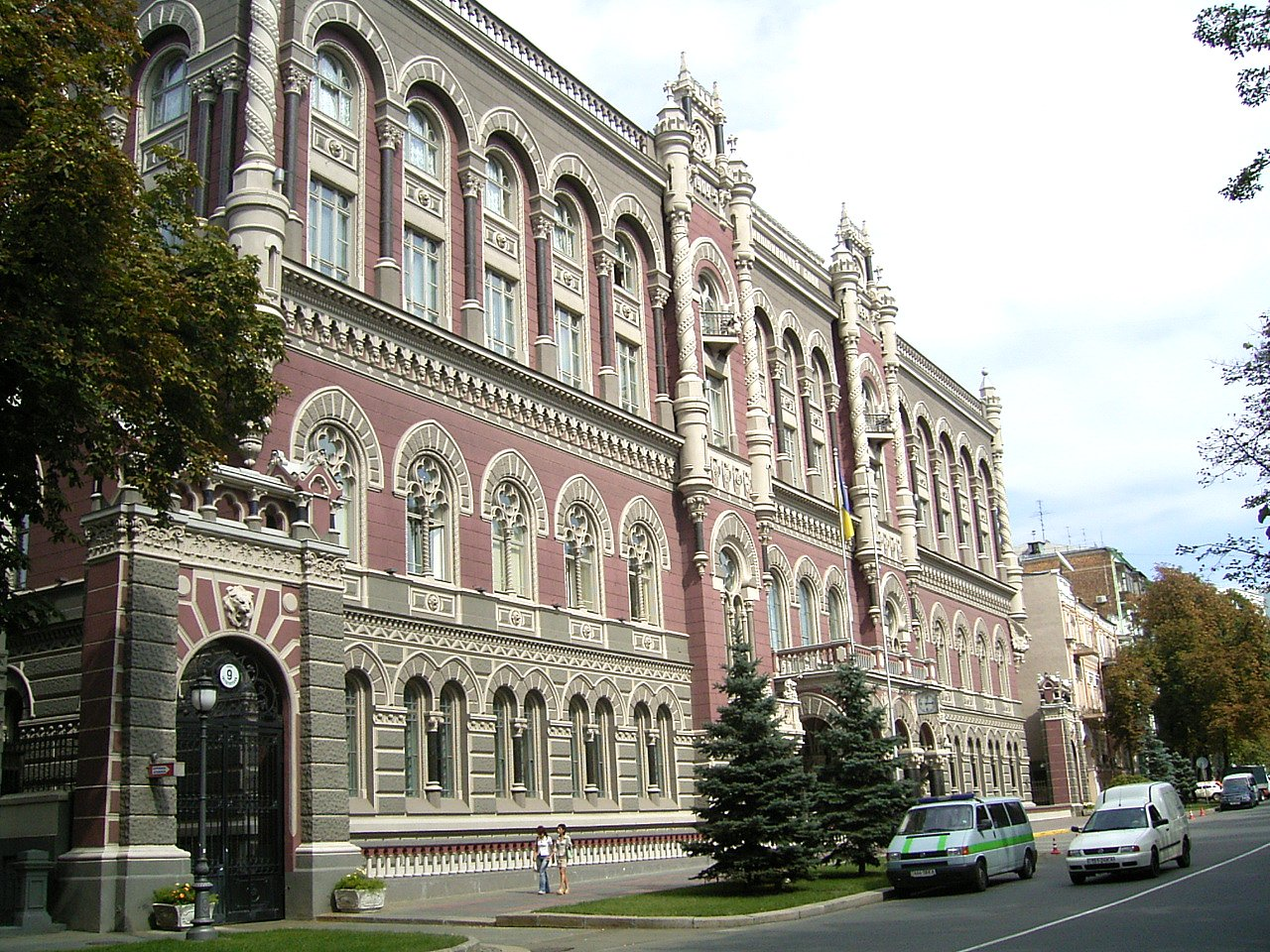
Будівля Національного банку України

- Художники: Таран Володимир, Харук Олександр, Харук Сергій.
- Скульптори: Іваненко Святослав.

## Вартість монети
Під час введення монети в обіг у 2016 році, Національний банк України реалізовував монету через свої філії за ціною 38 гривень. Вартість набору з чотирьох пам'ятних монет у сувенірній упаковці становила 197 гривень.
Фактична приблизна вартість монети з роками змінювалася так:
| Рік        | 2017 | 2018 | 2019 | 2020 | 2021 | 2022 | 2023 | 2024 | 2025 |
| ---------- | ---- | ---- | ---- | ---- | ---- | ---- | ---- | ---- | ---- |
| Ціна, грн. | 60   | 65   | 75   | 90   | 170  | 190  | 330  | 490  | 520  |